# Austriadraco
Austriadraco is een geslacht van uitgestorven basale pterosauriërs dat tijdens het Trias leefde in het gebied van het huidige Oostenrijk. De enige benoemde soort is Austriadraco dallavecchiai.

## Vondst en naamgeving
In juni 1994 werd bij Seefeld in Oostenrijks Tirol op een bergpad naar de Reither Spitze, nabij de Reither Joch-Alm op 1600 meter hoogte een pterosauriërskelet gevonden door Bernd Lammerer. De resten zijn als vijf steenplaten geborgen die bij verschillende gelegenheden losgemaakt werden. Het fossiel werd in 2003 door Peter Wellnhofer geïdentificeerd als een exemplaar van Eudimorphodon, een cf. E. ranzii. Omdat het 10 tot 25% korter is dan het holotype van dat geslacht, werd het gezien als een onvolwassen exemplaar. Nog hetzelfde jaar betwijfelde Fabio Marco Dalla Vecchia of het fossiel tot E. ranzii kon behoren en suggereerde dat het een aparte soort binnen het geslacht Eudimorphodon beschouwd moest worden. In 2009 stelde Dalla Vecchia dat het niet om een jong ging en een kladistische analyse door hem uitgevoerd wees uit dat het taxon niet nauw aan Eudimorphodon verwant was. 

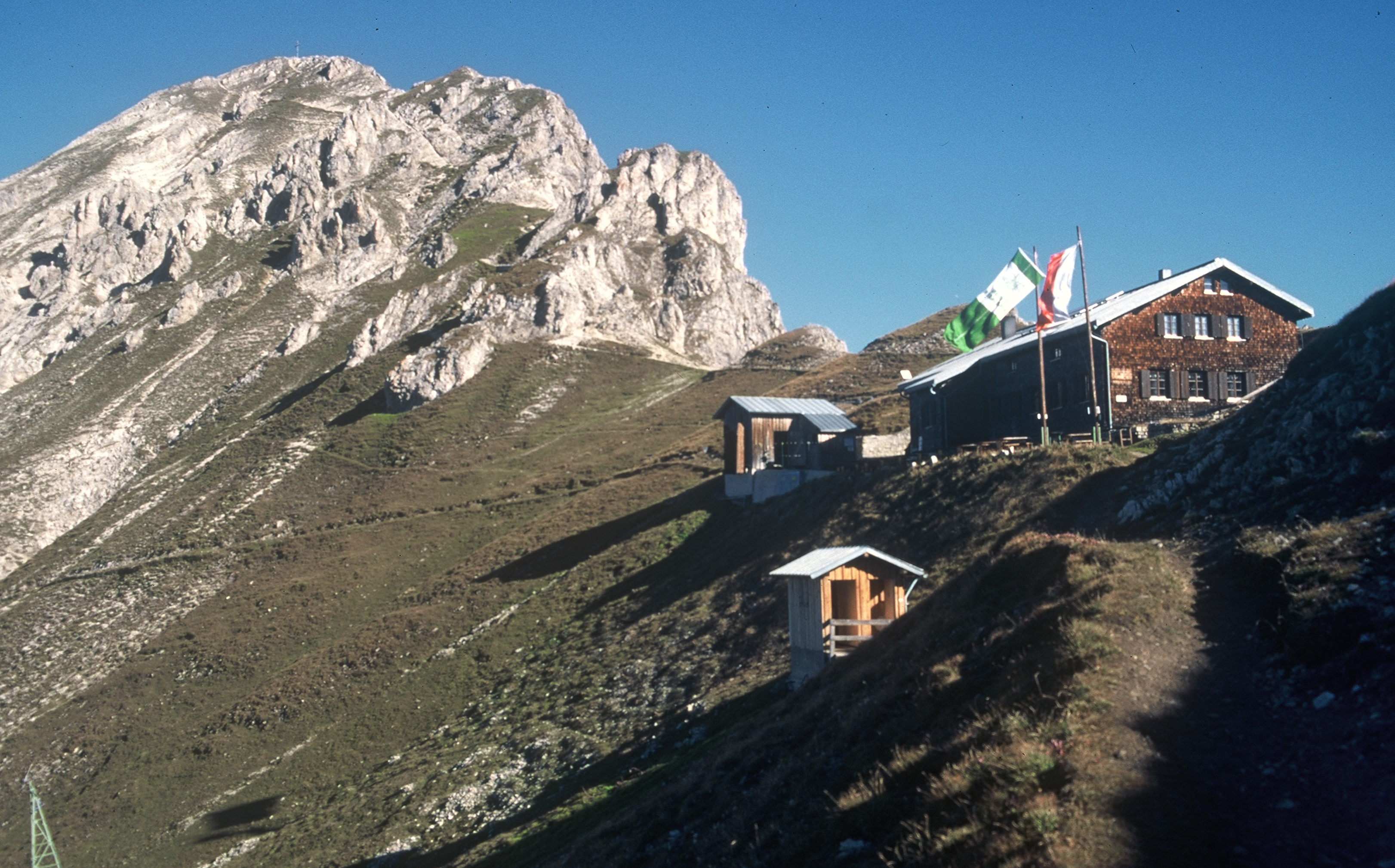
De Reither Spitze

In 2015 werd het door Alexander Kellner benoemd als het aparte geslacht Austriadraco, met als typesoort Austriadraco dallavecchiai. De geslachtsnaam is in het Latijn een combinatie van Austria, 'Oostenrijk', en draco, 'draak'. De soortaanduiding eert Dalla Vecchia. De Life Science Identifier is voor het geslacht 120B3003-6DE3-41B4-AF6B-6F242FB2A777 en voor de soort 6E123721-07EA-419CB755-9981CC7D9209.
Het holotype BSP 1994 I 51 werd gevonden in een laag van de Seefeldformatie, daterend uit het late Norien. Het bestaat uit een fragmentarisch en uit verband liggende skelet met schedel. Bewaard zijn gebleven: beide voorhoofdsbeenderen, een linkerjukbeen, beide onderkaken, losse tanden, wervels van de nek, rug en staart, de complete schoudergordel, beide opperarmbeenderen, een eerste kootje van de vierde vinger, het bekken, een scheenbeen en een kuitbeen. De voorhoofdsbeenderen werden in 2003 door Wellnhofer fout geïdentificeerd als een borstbeen maar in 2015 als de vergroeide frontalia herkend. De botten zijn ten dele slechts als afdruk zichtbaar en veel elementen zijn gefragmenteerd. Het fossiel maakt deel uit van de collectie van de Bayerische Staatssammlung für Paläontologie und historische Geologie te München.
In 2021 werd het holotype opnieuw beschreven.

## Beschrijving

### Grootte en onderscheidende kenmerken
Austriadraco is een relatief kleine soort. Het opperarmbeen heeft een lengte van zo'n vier centimeter en het eerste vleugelkootje van 52,9 millimeter, wat wijst op een spanwijdte van ongeveer zeventig centimeter.
Kellner wist in 2015 verschillende onderscheidende kenmerken vast te stellen Sommige daarvan zijn autapomorfieën, unieke afgeleide eigenschappen. Het voorhoofdsbeen heeft een korte voorste tak. Het jukbeen heeft kleine takken richting bovenkaaksbeen en neusbeen en een dunne langwerpige opgaande tak naar het postorbitale. In de onderkaak bevindt zich een extern zijvenster. Het coronoïde uitsteeksel van het bovenste surangulare is laag. Het schouderblad is aanzienlijk langer, 62%, dan het ravenbeksbeen.
Er is ook een unieke combinatie van op zich niet unieke kenmerken. Het ravenbeksbeen is breed met een ingesnoerde schacht. In het bekken is de ischipubische plaat, de vergroeiing van schaambeen en zitbeen, hoog. Het scheenbeen is met een lengte van 57,7 millimeter relatief lang ten opzichte van het opperarmbeen (70%) en het eerste kootje van de vleugelvinger (92%).

### Skelet
Austriadraco had hoogstwaarschijnlijk een langwerpige schedel. De voorhoofdsbeenderen zijn op hun middenlijn vooraan ingekeept; daar omvatten ze vermoedelijk de achterste takken van de praemaxillae. Het jukbeen is als een indruk bewaardgebleven. Het is een vierstralig element waarin de takken naar het bovenkaaksbeen en het neusbeen een hoek van 15° met elkaar maken. De opgaande tak naar het postorbitale, die een hoek van zo'n 60° maakt, is ongeveer even lang als de onderrand, een record voor de Pterosauria en een teken dat de schedel niet zeer afgeplat was en grote oogkassen bezat. De tak naar het quadratojugale is ook zeer klein en dun. Het hoofdlichaam is echter matig hoog.
Volgens Kellner had Wellnhofer in de beschrijving uit 2003 beide onderkaken omgewisseld. De best bewaarde onderkaak is dan de rechter. Het surangulare heeft achteraan slechts een lage bult en volgens Kellner was het coronoïde waarschijnlijk geen aparte verbening. In de buitenste zijwand van de kaak is een klein venster zichtbaar in de vorm van een liggende ovaal en begrensd door het dentarium, surangulare en angulare. In de linkeronderkaak is zo'n zijvenster ook waarneembaar maar daar is het groter, zich meer naar voren uitstrekkend. In de rechterkaak staan nog twaalf tanden en daarnaast nog twee lege tandkassen. Het totaal aan dentaire tanden is dus minstens veertien. Omdat beide onderkaken vooraan afgebroken zijn is het precieze aantal niet meer vast te stellen. De tanden zijn vijfpuntig, net als bij Eudimorphodon. De tandvorm is tussen beide onderkaken niet gespiegeld, wat Wellnhofer zag als een mogelijk teken van een jonge leeftijd. Het dentarium is tamelijk laag en toont een dikke lengterichel.
Een van de halswervels toont een duidelijke pneumatische opening op de naad tussen wervellichaam en wervelboog, zoals reeds onderkend door Wellnhofer. Dergelijke openingen zijn zeldzaam bij Triadische pterosauriërs. De staart is niet verstijfd door lange voorste en achterste gewrichtsuitsteeksels. De haemaalbogen zijn weliswaar wat langer maar zouden ook geen belangrijke verstijving teweeggebracht hebben.
In de schoudergordel zijn schouderblad en ravenbeksbeen vergroeid tot een scapulocoracoïde. Het schouderblad is met 29,5 millimeter duidelijk langer dan de 18,2 millimeter van het ravenbeksbeen. Het ravenbeksbeen is breed en bovenaan verbreed zodat een duidelijke insnoering ontstaat. Het is niet zo recht als dat van Eudimorphodon. Op de voorrand van het ravenbeksbeen loopt een duidelijke richel van de bovenste binnenkant naar de buitenste onderrand. Het raakvlak met het borstbeen is verticaal afgeplat en nauwelijks uitgehold. De bult voor de aanhechting van de musculus biceps brachii is goed ontwikkeld.
Het rechteropperarmbeen is slechts als indruk bewaardgebleven. De deltopectorale kam is rechthoekig; de 'binnenkam' op de bovenste achterrand is matig ontwikkeld. Op de deltopectorale kam van het linkeropperarmbeen is een ruw plek zichtbaar begrensd door een diagonale richel. Zulk een structuur is van nadere pterosauriërs niet bekend en Kellner vroeg zich af of het geen beschadiging zou kunnen zijn.
Het bekken is veel hoger dan bij Eudimorphodon. Het zitbeen heeft een goed ontwikkeld uitsteeksel op de achterrand. Scheenbeen en kuitbeen zijn niet vergroeid en het kuitbeen loopt naar onderen door tot aan de bovenste enkelbeenderen.
Het exemplaar toont een aantal vergroeiingen: een scapulocoracoïde is gevormd; bij het eerste kootje van de vleugelvinger is het uitsteeksel waarover de pees voor de strekkende spier loopt vastgegroeid; de bekkendelen zijn versmolten; het sprongbeen en hielbeen vormen met het scheenbeen een tibiotarsus. Wellnhofer baseerde zijn oordeel dat het om een jong dier zou gaan slechts op de grootte van het exemplaar en de lichtgebouwde beenderen. Kellner concludeerde in 2015 dat de mate van de vergroeiingen wezen op een volwassen exemplaar.

## Fylogenie
Volgens de analyse van Dalla Vecchia staat Austriadraco zeer basaal in de Pterosauria. Kellner benoemde in 2015 wegens de onzekerheden over de plaatsing Austriadraco in een eigen Austriadraconidae zonder deze overigens te definiëren als klade. Hij suggereerde een mogelijke verwantschap met Arcticodactylus gebaseerd op het gedeelde kenmerk van een kort ravenbeksbeen.